# Singles (musikalbum av Nirvana)
Singles är en samlingsbox med Nirvana som släpptes i december 1995. Albumet innehåller alla fyra singlar från Nevermind och två av singlarna från In Utero (den tredje singeln, "Pennyroyal Tea", lanserades bara i vissa länder och drogs snabbt tillbaka sedan Kurt Cobain hade avlidit).

## Innehåll

### Nevermind

#### "Smells Like Teen Spirit"
Alla låtar är skrivna och komponerade av Kurt Cobain, Krist Novoselic och Dave Grohl, om inte annat anges. 
| Nr | Titel                   | Kompositör | Längd |
| -- | ----------------------- | ---------- | ----- |
| 1. | Smells Like Teen Spirit |            | 4:39  |
| 2. | Even in His Youth       |            | 3:06  |
| 3. | Aneurysm                |            | 4:46  |

#### "Come as You Are"
Alla låtar är skrivna och komponerade av Kurt Cobain, om inte annat anges. 
| Nr | Titel                      | Kompositör                          | Längd |
| -- | -------------------------- | ----------------------------------- | ----- |
| 1. | Come as You Are            |                                     | 3:41  |
| 2. | Endless, Nameless          | Cobain, Krist Novoselic, Dave Grohl | 6:44  |
| 3. | School (liveversion[a])    |                                     | 2:35  |
| 4. | Drain You (liveversion[a]) |                                     | 3:49  |

#### "In Bloom"
Alla låtar är skrivna och komponerade av Kurt Cobain, om inte annat anges. 
| Nr | Titel                   | Längd |
| -- | ----------------------- | ----- |
| 1. | In Bloom                | 4:14  |
| 2. | Sliver (liveversion[b]) | 2:03  |
| 3. | Polly (liveversion[b])  | 2:45  |

#### "Lithium"
Alla låtar är skrivna och komponerade av Kurt Cobain, om inte annat anges. 
| Nr | Titel                       | Kompositör | Längd |
| -- | --------------------------- | ---------- | ----- |
| 1. | Lithium                     |            | 4:16  |
| 2. | Been a Son (liveversion[a]) |            | 2:14  |
| 3. | Curmudgeon                  |            | 2:58  |

### In Utero

#### "Heart-Shaped Box"
Alla låtar är skrivna och komponerade av Kurt Cobain, om inte annat anges. 
| Nr | Titel            | Kompositör | Längd |
| -- | ---------------- | ---------- | ----- |
| 1. | Heart-Shaped Box |            | 4:39  |
| 2. | Milk It          |            | 3:52  |
| 3. | Marigold         | Dave Grohl | 2:33  |

#### "All Apologies"/"Rape Me"
Alla låtar är skrivna och komponerade av Kurt Cobain, om inte annat anges. 
| Nr | Titel         | Längd |
| -- | ------------- | ----- |
| 1. | All Apologies | 3:50  |
| 2. | Rape Me       | 2:49  |
| 3. | Moist Vagina  | 3:32  |

Noteringar
- ^  Dessa inspelningar är från bandets konsert på The Dogfish Mobile Truck vid The Paramount Theatre i Seattle, Washington den 31 oktober 1991.
- ^  Dessa inspelningar är från bandets konsert på Pat O'Brien Pavilion i Del Mar, Kalifornien den 28 december 1991.